# Unique FC
El Unique FC es un equipo de fútbol de las Islas Vírgenes Estadounidenses que juega en el Campeonato de fútbol de las Islas Vírgenes Estadounidenses, el torneo de fútbol más importante del país.

## Historia
Fue fundado en el año 1970 en las islas de Saint Croix y forman parte de la Liga de fútbol de Saint Croix, una de las dos ligas que componen el Campeonato de fútbol de las Islas Vírgenes Estadounidenses, aunque no ha sido campeón nacional en su historia. Cuenta con tres títulos de la liga regional.
A nivel internacional fueron uno de los primeros equipos en jugar en la Copa de Campeones de la Concacaf en el año 1992, en la cual fueron eliminados en la ronda preliminar del grupo 1 del Caribe ante el San Cristóbal Bancredicard de la República Dominicana.

## Palmarés
- Liga de fútbol de Saint Croix: 3

1976, 1998-99, 2009-10
- - Subcampeón (2):

1997-98, 2010-11

## Participación en competiciones de la Concacaf
| Temporada | Torneo                           | Ronda                     | Club                       | Casa | Visita | Global |
| --------- | -------------------------------- | ------------------------- | -------------------------- | ---- | ------ | ------ |
| 1992      | Copa de Campeones de la Concacaf | Preliminar Grupo 1 Caribe | San Cristóbal Bancredicard | 3-3  | 1-2    | 4-5    |